# 드론 (소리)
음악에서 드론(drone)은 대부분 혹은 모든 곡에서 음이나 화음이 계속해서 울리는 화성 또는 단선율이다. 또한 이러한 효과를 내기 위해 사용되는 악이의 일부분일 수도 있다. 옛날에는 이러한 음악에 대해 백파이프에서는 버든(burden, bourdon, burdon), 오르간에서는 페달 포인트, 류트에서는 가장 낮은 코스 등으로 지칭했다. 버든은 또 코러스나 후렴구와 같이 각 구의 끝에서 반복되는 노래의 일부를 지칭하는 말이기도 하다.

## 역사

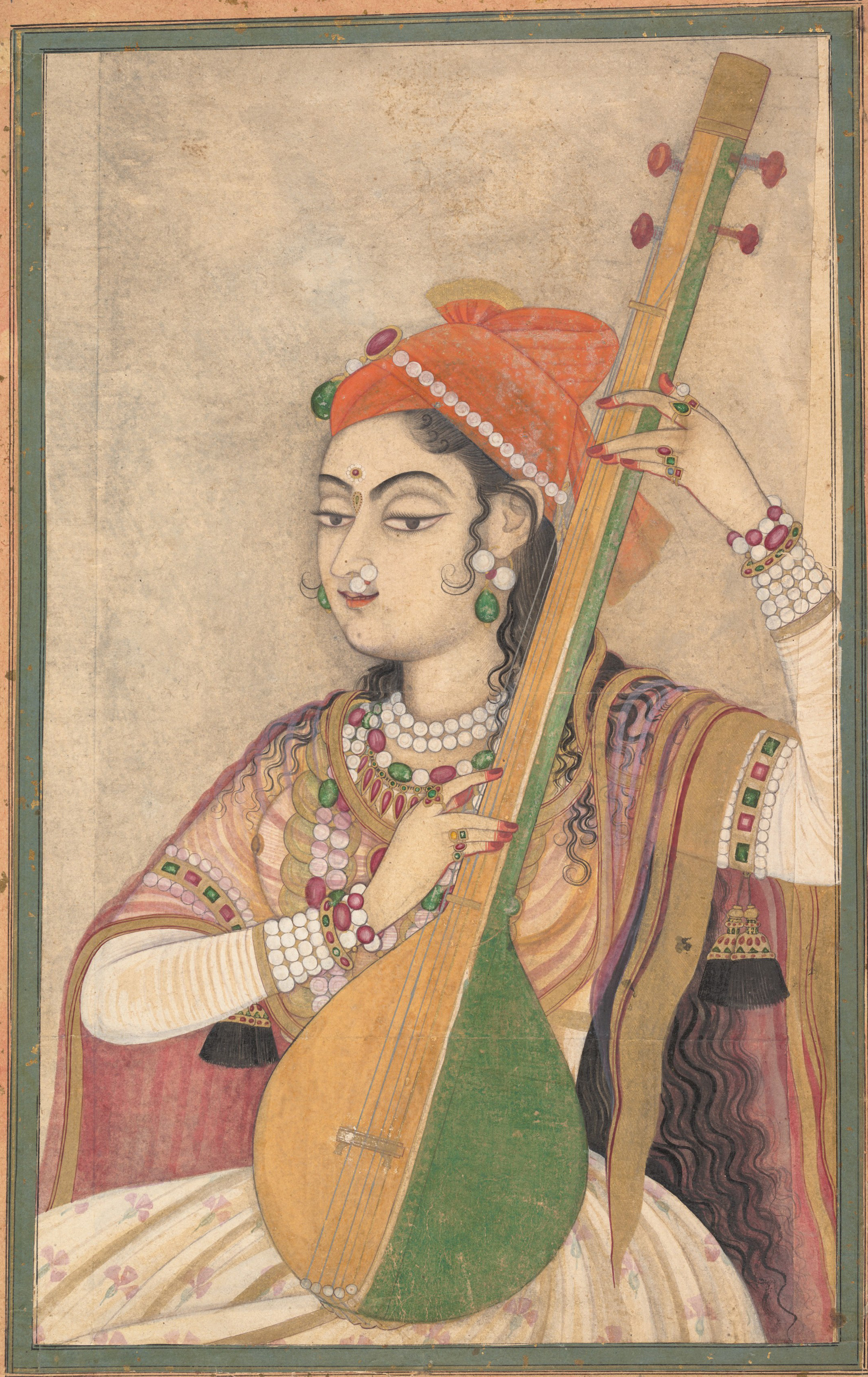
탄푸라를 연주하고 있는 여성. 1735년 경

드론의 체계적 사용은 고대 서남아시아의 기악곡에서 유래해 북유럽 및 서유럽으로, 남쪽으로는 아프리카 쪽으로 퍼져나갔다. 인도 음악에서도 탄푸라) 또는 탐부라)나 오투, 엑타르, 도타라(또는 도타르; 페르시아 지역에서는 도타르), 수르페티, 수르만달(또는 스와르만달) 및 샹크 등의 악기에서 드론을 낼 수 있다. 전 세계에 존재하는 대부분의 백파이프 유형의 악기는 최대 3개의 드론을 가지고 있다. 미국에는 아프리카의 영향을 받은 밴조의 대부분이 드론 현을 포함하고 있다. 1960년대 이후 드론은 드론 음악과 함께 아방가르드 음악의 중요한 특징으로 자리잡고 있다.